# Hans Strittmatter
Hans „Hennes“ Strittmatter (* 24. November 1928 in Waldshut; † 22. Januar 2014 in Rielasingen-Worblingen) war ein deutscher Fußballspieler.

## Leben und Wirken
Strittmatter wechselte 1949 vom VfB Waldshut zum FC Singen 04, wo er in der Saison 1949/50 als Torschützenkönig maßgeblich zum Aufstieg der Mannschaft in die Oberliga Süd, die damals höchste Spielklasse im Fußball, beitrug. Anschließend war er zwei Jahre Mittelstürmer von Schwaben Augsburg (36 Oberliga-Spiele, 13 Tore). Nach dem Abstieg aus der Oberliga im Jahr 1952 wechselte er nach Karlsruhe. Strittmatter spielte im Fusionsjahr des Karlsruher SC zunächst noch im Trikot des VfB Mühlburg und dann bis 1955 für den KSC. Der schnelle Stürmer – er lief die 100 m in 11,0 Sekunden – erzielte für die Badener in drei Spielzeiten der Oberliga Süd 40 Tore in 84 Spielen. Höhepunkt seiner Karlsruher Zeit war das Pokalendspiel 1955, das die Mannschaft mit 3:2 gegen den FC Schalke 04 gewann. Anschließend ging Strittmatter zunächst für eine Saison, 1955/56 zum Oberliga-Konkurrenten FSV Frankfurt, hier erzielte er im 27 Spielen 9 Tore. Schließlich kehrte er zurück zum FC Singen und spielte dort von 1956 bis 1958 und 1959 bis 1963 in der 2. Oberliga Süd, 1958/59 in der 1. Amateurliga Südbaden und 1963 bis 1965 in der Schwarzwald-Bodensee-Liga. Beim FC Singen feierte er 1959 mit dem Gewinn der Deutschen Amateurmeisterschaft den größten Erfolg der Vereinsgeschichte. Zum 3:2-Erfolg im Endspiel gegen Arminia Hannover steuerte er einen Treffer bei. In seiner Zeit als Amateur beim FC Singen (1958/59 und 1963–65) wurde Strittmatter auch stets in die südbadische Amateur-Auswahl berufen. 1964 führte er diese ins Endspiel um den Länderpokal in Köln, das allerdings von der Mittelrhein-Auswahl 4:0 gewonnen wurde. Bei seinem Heimatverein beendete er schließlich im Alter von 36 Jahren seine aktive Laufbahn, zu dessen Ehrenspielführer er später ernannt wurde, und bei dem er von 1963 bis 1965 auch als Spielertrainer in der Schwarzwald-Bodensee-Liga wirkte.
Als kaufmännischer Angestellter arbeitete er über Jahre hinweg bei einem Autohaus in Aach.